# Martina Dogana
Martina Dogana (* 10. April 1979 in Valdagno) ist eine italienische Triathletin, Vize-Europameisterin Triathlon-Langdistanz (2006), Ironman-Siegerin (2008) und italienische Meisterin auf der Mitteldistanz (2014). Sie wird in der Bestenliste italienischer Triathletinnen auf der Ironman-Distanz geführt.

## Werdegang
Martina Dogana betreibt Triathlon seit 1995 und seit 2002 setzt sie den Schwerpunkt auf die Langdistanz.

### Vize-Europameisterin Triathlon Langdistanz 2006
Im August 2006 wurde sie Vize-Europameisterin auf der Triathlon-Langdistanz und im November Fünfte bei der Weltmeisterschaft.

2008 war sie in Nizza als Siegerin beim Ironman France die schnellste Frau auf der Langdistanz (3,86 km Schwimmen, 180,2 km Radfahren und 42,195 km Laufen) und erstellte damit einen neuen Streckenrekord.

### Staatsmeisterin Triathlon Mitteldistanz
Im Juni 2014 wurde Martina Dogana italienische Meisterin auf der Triathlon-Mitteldistanz. Im Mai 2015 wurde sie Fünfte bei der Europameisterschaft und im August Vize-Staatsmeisterin auf der Mitteldistanz. 2019 wurde sie Vierte bei der Staatsmeisterschaft Mitteldistanz und 2021 belegte die 42-Jährige den elften Rang.
Dogana lebt mit ihrem Verlobten  im italienischen Valdagno in der Provinz Vicenza.

## Sportliche Erfolge
| Datum/Jahr    | Rang | Wettbewerb                                           | Austragungsort       | Zeit     | Bemerkung                                                                                              |
| ------------- | ---- | ---------------------------------------------------- | -------------------- | -------- | --- |
| 11. Juli 2021 | 11   | ITA Middle Distance Triathlon National Championships | Lovere               | 04:38:25 | Staatsmeisterschaft Mitteldistanz                                                                      |
| 2. Juni 2019  | 4    | ITA Middle Distance Triathlon National Championships | Lovere               | 04:52:54 | Staatsmeisterschaft Mitteldistanz                                                                      |
| 1. Sep. 2018  | 4    | Triathlon Grado                                      | Grado                | 02:13:38 | Vierte hinter Lisa Hütthaler                                                                           |
| Sep. 2017     | 2    | Triathlon Grado                                      | Grado                |          | Zweite hinter Gaia Peron                                                                               |
| 27. Jan. 2017 | 2    | Israman                                              | Eilat                | 05:28:41 | |
| 3. Juli 2016  | 5    | Ironman 70.3 Norway                                  | Haugesund            | 04:43:10 | |
| 22. Mai 2016  | 1    | ITA Middle Distance Triathlon National Championships | Lovere               | 04:01:56 | Staatsmeisterin auf der Mitteldistanz                                                                  |
| 8. Mai 2016   | 4    | Challenge Rimini                                     | Rimini               | 04:57:03 | [ 1 ]                                                                                                  |
| 25. Okt. 2015 | 5    | Challenge Sardinia                                   | Pula                 | 04:35:58 | |
| 23. Aug. 2015 | 2    | ITA Middle Distance Triathlon National Championships | Lovere               | 04:47:31 | Vize-Staatsmeisterin auf der Mitteldistanz – hinter Monica Cibin                                       |
| 24. Mai 2015  | 5    | ETU Middle Distance Triathlon European Championships | Rimini               | 04:56:17 | Europameisterschaft auf der Mitteldistanz im Rahmen der Challenge Rimini                               |
| 2. Mai 2015   | 1    | Sardinia Half Triathlon                              | Cagliari             | 04:13:37 | Siegerin bei der Erstaustragung auf Sardinien                                                          |
| 30. Jan. 2015 | 1    | Israman                                              | Eilat                | 05:16:37 | Siegerin auf der halben Ironman-Distanz in Israel                                                      |
| 22. Juni 2014 | 1    | ITA Middle Distance Triathlon National Championships | Barberino di Mugello | 04:34:15 | Staatsmeisterin auf der Mitteldistanz                                                                  |
| 1. Juni 2014  | 2    | Ironman 70.3 Italy                                   | Pescara              | 04:29:33 | |
| 13. Apr. 2014 | 3    | Cannes International Triathlon                       | Cannes               | 04:16:20 | bei der Erstaustragung Dritte auf der Mitteldistanz (2 km Schwimmen, 80 km Radfahren und 16 km Laufen) |
| 19. Mai 2013  | 8    | ETU Middle Distance Triathlon European Championships | Barcelona            | 05:00:54 | Europameisterschaft auf der Mitteldistanz im Rahmen der Half Challenge Barcelona                       |
| 5. Mai 2013   | 2    | ITA Middle Distance Triathlon National Championships | Barberino di Mugello | 04:34:30 | Vize-Staatsmeisterin auf der Mitteldistanz – hinter Alice Betto                                        |
| 22. Sep. 2011 | 8    | Ironman 70.3 Pays d’Aix France                       | Aix-en-Provence      | 04:50:26 | |
| 19. Aug. 2012 | 1    | Challenge Vichy                                      | Vichy                | 04:35:27 | |
| 1. Mai 2012   | 5    | ITA Middle Distance Triathlon National Championships | Barberino di Mugello | 04:36:21 | Staatsmeisterschaft Mitteldistanz                                                                      |
| 14. Aug. 2011 | 18   | Ironman 70.3 Germany                                 | Wiesbaden            | 05:11:04 | Ironman 70.3 European Championships                                                                    |
| 12. Juni 2011 | 1    | Ironman 70.3 Italy                                   | Pescara              | 04:44:59 | Siegerin bei der Erstaustragung                                                                        |
| 28. Mai 2011  | 2    | Bilbao Triathlon                                     | Bilbao               | 04:49:45 | Zweite hinter der Spanierin Virginia Berasategui                                                       |
| 2. Dez. 2007  | 7    | Laguna Phuket Triathlon                              | Phuket               | 02:56:39 | |
| 2006          | 1    |                                                      | Candia               |          | auf der halben Ironman-Distanz                                                                         |
| 2005          | 2    |                                                      | Candia               |          | auf der halben Ironman-Distanz                                                                         |
| 2003          | 1    |                                                      | Saint-Raphaël        |          | auf der halben Ironman-Distanz                                                                         |
| 2002          | 1    |                                                      | Chambéry             |          | auf der halben Ironman-Distanz                                                                         |

| Datum/Jahr    | Rang | Wettbewerb                                         | Austragungsort   | Zeit     | Bemerkung |
| ------------- | ---- | -------------------------------------------------- | ---------------- | -------- | --- |
| 11. Juni 2017 | 4    | Challenge Venice                                   | Venedig          | 09:59:35 | |
| 5. Juni 2016  | 2    | Challenge Venice                                   | Venedig          | 09:04:42 | Zweite hinter der Ungarin Erika Csomor                                                                                                   |
| 4. Okt. 2015  | 5    | Ironman Barcelona                                  | Calella          | 09:05:30 | |
| 31. Aug. 2014 | 2    | Challenge Vichy                                    | Vichy            | 09:20:19 | |
| 26. Juni 2011 | 2    | Ironman France                                     | Nizza            | 09:45:56 | [ 2 ] |
| 10. Apr. 2011 | 9    | Ironman South Africa                               | Port Elizabeth   | 09:47:47 | |
| 21. Aug. 2010 | 2    | ITA Long Distance Triathlon National Championships | Bellagio         | 07:17:05 | Vize-Staatsmeisterin |
| 26. Juni 2010 | 8    | ETU Long Distance Triathlon European Championships | Vitoria-Gasteiz  | 07:01:41 | Europameisterschaft auf der Langdistanz                                                                                                  |
| 25. Apr. 2010 | 7    | Ironman South Africa                               | Port Elizabeth   | 09:48:13 | |
| 12. Sep. 2009 | 1    | TriStar200 Andalucía                               | Cádiz            | 06:55:48 | Siegerin vor der Finnin Tiina Boman (169 km Radfahren, 1 km Schwimmen und 30 km Laufen)                                                  |
| 28. Juni 2009 | 3    | Ironman France                                     | Nizza            | 09:37:35 | Die Titelverteidigerin erreichte den 3. Rang.                                                                                            |
| 17. Mai 2009  | 1    | ITA Long Distance Triathlon National Championships | Candia           | 06:27:10 | Staatsmeisterin |
| 11. Okt. 2008 | 15   | Ironman Hawaii                                     | Hawaii           | 09:50:47 | |
| 22. Juni 2008 | 1    | Ironman France                                     | Nizza            | 09:35:29 | Sieg und neuer Streckenrekord mit 25 Minuten Vorsprung auf die zweitplatzierte Katja Schumacher                                          |
| 25. Juni 2006 | 3    | Ironman France                                     | Nizza            |          | |
| 19. Nov. 2006 | 5    | ITU Long Distance Triathlon World Championships    | Canberra         | 07:05:36 | |
| 26. Aug. 2006 | 2    | ETU Long Distance Triathlon European Championships | Almere           | 06:20:05 | zweiter Rang und damit Vize-Europameisterin auf der Triathlon-Langdistanz hinter der Dänin Lisbeth Kristensen beim UPC Holland Triathlon |
| 5. Juni 2006  | 1    | ITA Long Distance Triathlon National Championships | Misano Adriatico | 06:46:30 | Staatsmeisterin |
| 4. Sep. 2005  | 1    | ITA Long Distance Triathlon National Championships | Gabicce Mare     | 07:12:21 | Staatsmeisterin |
| 11. Okt. 2003 | 3    | ITA Long Distance Triathlon National Championships | Alghero          | 06:52:21 | |

(DNF – Did Not Finish)